# تد هنری
تد هنری (انگلیسی: Ted Hanney; ۱۹ ژانویهٔ ۱۸۸۹ – ۳۰ نوامبر ۱۹۶۴) بازیکن و مربی فوتبال اهل بریتانیا بود.
از باشگاه‌هایی که در آن بازی کرده‌است می‌توان به باشگاه فوتبال ریدینگ، باشگاه فوتبال منچستر سیتی، باشگاه فوتبال برنتفورد و باشگاه فوتبال کاونتری سیتی اشاره کرد.
وی به همراه تیم ملی فوتبال پادشاهی متحد به مدال طلا مسابقات فوتبال در بازی‌های المپیک تابستانی ۱۹۱۲ دست پیدا کرده‌است.